# Мытищи (городской округ)
Мыти́щи — административно-территориальная единица (город областного подчинения с административной территорией), в границах которой создано муниципальное образование городской округ Мыти́щи, расположенное в центре Московской области России, к северу от границы Москвы. До 2015 года — Мытищинский район.
Административный центр — город Мытищи.

## География
Площадь территории городского округа составляет 429,43 км². Округ граничит с Москвой, а также городскими округами Московской области: Долгопрудный, Химки, Лобня, Дмитровский, Пушкинский, Королёв и Балашиха.
Основные реки — Клязьма, Уча, Яуза, Сукромка.

## История
Законом Московской области от 23 сентября 2015 года городские поселения Мытищи и Пироговский и сельское поселение Федоскинское Мытищинского муниципального района были упразднены и объединены в единый городской округ Мытищи. При этом посёлок городского типа Пироговский постановлениями Губернатора от 16 ноября 2015 года был упразднён и включён в черту города Мытищи.
8 декабря 2015 года город Мытищи был отнесён к категории города областного подчинения Московской области, а Мытищинский район как административно-территориальная единица области был упразднён: вместо него образована новая административно-территориальная единица — город областного подчинения Мытищи с административной территорией.
В 2024 году в связи с российским вторжением в Украину Минобороны РФ за счет Пироговского лесопарка расширило территорию кладбища «Пантеон защитников Отечества» на 17 гектаров.

## Население
| 2016    | 2017     | 2018     | 2019     | 2020     | 2021     | 2023     | 2024     |
| ------- | -------- | -------- | -------- | -------- | -------- | -------- | -------- |
| 225 727 | ↗229 926 | ↗236 208 | ↗248 008 | ↗261 964 | ↗287 343 | ↗299 964 | ↗309 564 |

В городских условиях городского округа (город Мытищи) проживают 88,94 % населения городского округа на начало 2024 года.

### Национальный состав
По итогам переписи населения 2020 года проживали следующие национальности (национальности менее 0,1 % и другое, см. в сноске к строке «Другие»):
| Национальность | Численность, чел. | Доля     |
| -------------- | ----------------- | -------- |
| Русские        | 181 881           | 63,30 %  |
| Армяне         | 3488              | 1,21 %   |
| Татары         | 1612              | 0,56 %   |
| Украинцы       | 1586              | 0,55 %   |
| Киргизы        | 571               | 0,20 %   |
| Узбеки         | 541               | 0,19 %   |
| Таджики        | 528               | 0,18 %   |
| Азербайджанцы  | 493               | 0,17 %   |
| Белорусы       | 490               | 0,17 %   |
| Евреи          | 365               | 0,13 %   |
| Чуваши         | 306               | 0,11 %   |
| Грузины        | 296               | 0,10 %   |
| Молдаване      | 289               | 0,10 %   |
| Другие         | 94 897            | 33,03 %  |
| Итого          | 287 343           | 100,00 % |

## Населённые пункты
В городском округе 92 населённых пункта.
| №  | Населённый пункт                                     | Тип     | Население | Муниципальное образование (до их упразднения в 2015 году) |
| -- | ---------------------------------------------------- | ------- | --------- | --------------------------------------------------------- |
| 1  | Аббакумово                                           | деревня | ↘102      | сельское поселение Федоскинское                           |
| 2  | Аксаково                                             | деревня | ↘591      | сельское поселение Федоскинское                           |
| 3  | Афанасово                                            | деревня | ↗336      | городское поселение Мытищи                                |
| 4  | Беляниново                                           | деревня | ↗1945     | городское поселение Мытищи                                |
| 5  | Болтино                                              | деревня | ↗203      | городское поселение Мытищи                                |
| 6  | Большая Чёрная                                       | деревня | ↗94       | сельское поселение Федоскинское                           |
| 7  | Большое Ивановское                                   | деревня | ↘29       | сельское поселение Федоскинское                           |
| 8  | Борец                                                | посёлок | ↗38       | сельское поселение Федоскинское                           |
| 9  | Бородино                                             | деревня | ↗256      | городское поселение Мытищи                                |
| 10 | Бяконтово                                            | деревня | ↗6        | сельское поселение Федоскинское                           |
| 11 | Вешки                                                | деревня | ↘92       | городское поселение Мытищи                                |
| 12 | Вешки                                                | посёлок | ↗966      | городское поселение Мытищи                                |
| 13 | Виноградово                                          | село    | ↗101      | городское поселение Мытищи                                |
| 14 | Витенёво                                             | деревня | ↘48       | городское поселение Пироговский                           |
| 15 | Высоково                                             | деревня | ↗123      | городское поселение Пироговский                           |
| 16 | Голенищево                                           | деревня | ↗21       | сельское поселение Федоскинское                           |
| 17 | Горки                                                | деревня | ↘33       | городское поселение Мытищи                                |
| 18 | Грибки                                               | деревня | ↗124      | городское поселение Мытищи                                |
| 19 | Долгиниха                                            | деревня | ↘16       | сельское поселение Федоскинское                           |
| 20 | Драчёво                                              | деревня | ↗27       | сельское поселение Федоскинское                           |
| 21 | Еремино                                              | деревня | ↗253      | сельское поселение Федоскинское                           |
| 22 | Жостово                                              | деревня | ↘505      | городское поселение Пироговский                           |
| 23 | Жостово                                              | посёлок | ↗340      | городское поселение Пироговский                           |
| 24 | Здравница                                            | посёлок | ↗940      | городское поселение Пироговский                           |
| 25 | Зимино                                               | деревня | →38       | городское поселение Пироговский                           |
| 26 | Капустино                                            | деревня | ↗51       | сельское поселение Федоскинское                           |
| 27 | Кардо-Лента                                          | посёлок | ↘5        | городское поселение Пироговский                           |
| 28 | Коргашино                                            | деревня | ↗229      | городское поселение Пироговский                           |
| 29 | Красная Горка                                        | деревня | ↗300      | сельское поселение Федоскинское                           |
| 30 | Крюково                                              | деревня | ↘28       | сельское поселение Федоскинское                           |
| 31 | Ларёво                                               | деревня | ↗64       | сельское поселение Федоскинское                           |
| 32 | Леспаркхоза Клязьминский                             | посёлок | ↘85       | городское поселение Мытищи                                |
| 33 | Лётчик-Испытатель                                    | посёлок | ↗14       | сельское поселение Федоскинское                           |
| 34 | Лысково                                              | деревня | ↗130      | сельское поселение Федоскинское                           |
| 35 | Малое Ивановское                                     | деревня | ↗12       | сельское поселение Федоскинское                           |
| 36 | Манюхино                                             | деревня | ↘99       | городское поселение Пироговский                           |
| 37 | Марфино                                              | село    | ↗4234     | сельское поселение Федоскинское                           |
| 38 | Мебельной фабрики                                    | посёлок | ↘0        | городское поселение Пироговский                           |
| 39 | Менжинец                                             | посёлок | ↗20       | сельское поселение Федоскинское                           |
| 40 | Муракино                                             | деревня | ↗10       | сельское поселение Федоскинское                           |
| 41 | Мытищи                                               | город   | ↗275 313  | городское поселение Мытищи                                |
| 42 | Нагорное                                             | посёлок | ↘250      | городское поселение Мытищи                                |
| 43 | Николо-Прозорово                                     | посёлок | ↗39       | сельское поселение Федоскинское                           |
| 44 | Никульское                                           | деревня | ↗86       | городское поселение Пироговский                           |
| 45 | Новоалександрово                                     | деревня | ↘73       | городское поселение Мытищи                                |
| 46 | Новоалександрово                                     | посёлок | ↗64       | городское поселение Мытищи                                |
| 47 | Новогрязново                                         | деревня | ↘32       | городское поселение Мытищи                                |
| 48 | Новосельцево                                         | деревня | ↘97       | сельское поселение Федоскинское                           |
| 49 | Осташково                                            | деревня | ↘84       | городское поселение Пироговский                           |
| 50 | Пестово                                              | посёлок | ↘211      | городское поселение Пироговский                           |
| 51 | Пирогово                                             | деревня | ↘423      | городское поселение Пироговский                           |
| 52 | Пирогово                                             | посёлок | ↗628      | городское поселение Пироговский                           |
| 53 | Пироговского лесопарка                               | посёлок | ↗26       | городское поселение Мытищи                                |
| 54 | Поведники                                            | посёлок | ↗2363     | городское поселение Мытищи                                |
| 55 | Погорелки                                            | деревня | ↗179      | городское поселение Мытищи                                |
| 56 | Подольниха                                           | деревня | ↗27       | сельское поселение Федоскинское                           |
| 57 | Подрезово                                            | деревня | ↗99       | городское поселение Мытищи                                |
| 58 | Покровская Гора                                      | посёлок | ↘8        | городское поселение Мытищи                                |
| 59 | Поседкино                                            | деревня | ↗11       | сельское поселение Федоскинское                           |
| 60 | Протасово                                            | деревня | ↗145      | сельское поселение Федоскинское                           |
| 61 | Пруссы                                               | деревня | ↗22       | городское поселение Пироговский                           |
| 62 | Птицефабрики                                         | посёлок | ↗174      | сельское поселение Федоскинское                           |
| 63 | Пчёлка                                               | деревня | ↗36       | сельское поселение Федоскинское                           |
| 64 | Рождественно                                         | деревня | ↗32       | сельское поселение Федоскинское                           |
| 65 | Румянцево                                            | деревня | ↗60       | сельское поселение Федоскинское                           |
| 66 | Свиноедово                                           | деревня | ↗134      | городское поселение Пироговский                           |
| 67 | Свиноедово                                           | посёлок | ↘43       | городское поселение Пироговский                           |
| 68 | Сгонники                                             | деревня | ↗179      | городское поселение Мытищи                                |
| 69 | Семенищево                                           | деревня | ↗35       | сельское поселение Федоскинское                           |
| 70 | Семкино                                              | деревня | ↗159      | сельское поселение Федоскинское                           |
| 71 | Сорокино                                             | деревня | ↘256      | городское поселение Пироговский                           |
| 72 | Совхоза «Марфино»                                    | посёлок | ↗453      | сельское поселение Федоскинское                           |
| 73 | Степаньково                                          | деревня | ↗56       | сельское поселение Федоскинское                           |
| 74 | Сумароково                                           | деревня | ↗57       | сельское поселение Федоскинское                           |
| 75 | Сухарево                                             | деревня | ↗452      | сельское поселение Федоскинское                           |
| 76 | Терпигорьево                                         | деревня | ↗70       | городское поселение Мытищи                                |
| 77 | Торфоболото                                          | посёлок | ↗63       | сельское поселение Федоскинское                           |
| 78 | Троице-Сельцо                                        | деревня | ↗113      | сельское поселение Федоскинское                           |
| 79 | Троицкое                                             | село    | ↗136      | городское поселение Мытищи                                |
| 80 | Трудовая                                             | посёлок | ↗135      | сельское поселение Федоскинское                           |
| 81 | Туристический Пансионат «Клязьминское водохранилище» | посёлок | ↗1520     | городское поселение Пироговский                           |
| 82 | Ульянково                                            | деревня | ↗209      | городское поселение Пироговский                           |
| 83 | Федоскино                                            | село    | ↗219      | сельское поселение Федоскинское                           |
| 84 | Фелисово                                             | деревня | ↘6        | сельское поселение Федоскинское                           |
| 85 | Фоминское                                            | деревня | ↗25       | сельское поселение Федоскинское                           |
| 86 | Хлябово                                              | деревня | ↗116      | сельское поселение Федоскинское                           |
| 87 | Ховрино                                              | деревня | ↘169      | городское поселение Мытищи                                |
| 88 | Челобитьево                                          | деревня | ↘409      | городское поселение Мытищи                                |
| 89 | Чиверёво                                             | деревня | ↘161      | городское поселение Пироговский                           |
| 90 | Шолохово                                             | деревня | ↗163      | сельское поселение Федоскинское                           |
| 91 | Юдино                                                | деревня | ↘91       | городское поселение Пироговский                           |
| 92 | Юрьево                                               | деревня | ↗53       | сельское поселение Федоскинское                           |

## Общая карта
Легенда карты:
|  | Более 150 000 жителей |
|  | 5000—10 000 жителей   |
|  | 1000—5000 жителей     |
|  | 500—1000 жителей      |
|  | 200—500 жителей       |

## Политика
После преобразования глава района Виктор Азаров получил статус главы городского округа Мытищи.

## Достопримечательности
- Федоскинская миниатюра
- Жостовская роспись
- Музейный комплекс «История танка Т-34»
- Усадьба Марфино
- Усадьба Витенёво (сохранились остатки парка)
- Усадьба Рождествено-Суворово
- Усадьба Николо — Прозорово
- Виноградово (усадьба) (находится на границе с Долгопрудным)
- Национальный парк «Лосиный Остров»
- Федеральное военное мемориальное кладбище

## Комментарии
1. ↑  Постановлением Губернатора Московской области от 16 ноября 2015 года № 488-ПГ в черту города Мытищи включён рабочий посёлок Пироговский[22].
2. ↑  Постановлением Губернатора Московской области от 9 сентября 2015 года № 389-ПГ в состав села включена деревня Данилково[23].